# 聖マイケル墓地
聖マイケル墓地 (St. Michael's Cemetery) は、アメリカ合衆国フロリダ州ペンサコーラ市内にある墓地。

## 主な埋葬者
- スティーヴン・マロリー - フロリダ州選出のアメリカ合衆国上院議員、アメリカ合衆国海軍長官
- スティーヴン・マロリー・ジュニア - フロリダ州選出のアメリカ合衆国上院議員、フロリダ州選出のアメリカ合衆国下院議員、フロリダ州上院議員、フロリダ州下院議員
- チャールズ・ジョーンズ - フロリダ州選出のアメリカ合衆国上院議員、フロリダ州下院議員
- ウィリアム・ブラウント - フロリダ州上院議員、フロリダ州憲法制定会議代表